# Шурчинский район
Шурчинский район (узб. Shoʻrchi tumani / Шўрчи тумани) — административная единица в Сурхандарьинской области Узбекистана. Административный центр — город Шурчи.

## История
Шурчинский район был образован в 1935 году. В 1938 году он вошёл в состав Сурхандарьинского округа Бухарской области. С 1941 — в составе Сурхандарьинской области. В 1943 году часть территории района был передана в новый Узунский район

## Административно-территориальное деление
По состоянию на 1 января 2011 года, в состав района входят:
- Город

1. Шурчи.

- 9 городских посёлков:

1. Гармакурган,
2. Джайилма,
3. Джаркишлок,
4. Катта Совур,
5. Куштегирмон,
6. Тула (Шурчинский район),
7. Хушчека,
8. Эльбаян,
9. Ялти.

- 10 сельских сходов граждан:

1. имени Ахунбабаева,
2. Бахтлитепа,
3. Дальверзин (Шурчинский район),
4. Джалаир (Шурчинский район),
5. Кулдош,
6. Сахибкор,
7. Совур,
8. Шурчи,
9. Элабад,
10. Янгибазар (Шурчинский район).

## Археология
В Шурчинском районе в плодородной долине Сурхандарьи находится городище Дальверзин-тепе (III—V века).